# 2015년 정동진독립영화제
제17회 정동진독립영화제는 2015년 8월 7일에 열린 시상식이다.

## 수상 및 후보

### 땡그랑동전상
- 결혼전야 - 이란희 수상
- 소꿉놀이 - 김수빈 수상
- 오늘 영화 - 윤성호 외3명 수상

### 섹션1
- 슬로우 라이프 - 안은호
- 배다리뎐 - 김혜미
- 열정의 끝 - 곽은미
- 환 - 김준기
- 백의 민족 - 유상현

### 섹션2
- 나는 중식이다 - 정중식
- 군터 - 오수형
- 생선구이 다리집 - 김봉주
- 이사 - 김래원

### 섹션3
- 자전거 도둑 - 민용근
- 가불병정 - 정무곤
- 우주보자기 - 정승희
- 자니 익스프레스 - 우경민
- 재희 - 권만기

### 섹션4
- 출사 - 유재현
- 우리가 택한 이 별 - 김정은
- 지금 당장 유학을 가야해! - 김나경

### 섹션5
- 편지 - 이현정
- 푸어파이터 - 문정미 외1명
- 죄악의 나날 - 김예원
- 여배우는 오늘도 - 문소리